# Vert Chasseur
Le Vert Chasseur (en néerlandais : Groene Jager) est un quartier résidentiel de la commune bruxelloise d'Uccle, à proximité de la forêt de Soignes. Ce quartier offre plusieurs restaurants dont un renommé, La Villa Lorraine.

## Situation

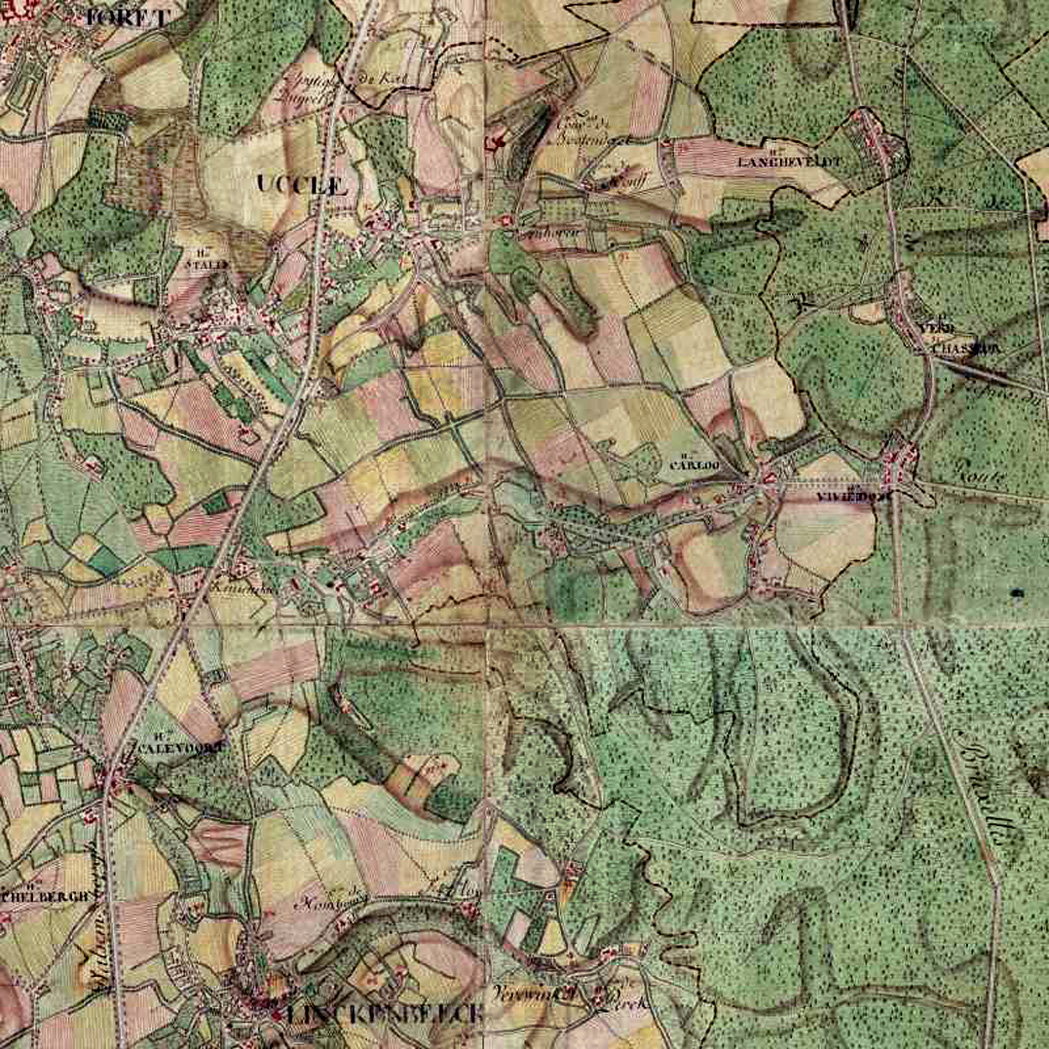
Uccle sur la carte de Ferraris avec dans le nord-est "Verd Chasseur"

L'endroit se trouvait au bord de la forêt de Soignes dans la seigneurie Carloo et aurait été nommé d'après une auberge et un château. Sur le carte de Ferraris datant de 1770 l'endroit est indiqué comme le hameau de "Verd Chasseur" à la jonction de la chaussée de Bruxelles vers Waterloo et La Hulpe. Au nord se trouve le hameau de Longchamp et au sud, Vivier d'Oie.

## Clubs sportifs et écoles
C'est également dans ce quartier que se situent le cercle équestre du royal étrier belge, fondé en 1829, ainsi que le Royal Brussels Lawn Tennis Club, fondé en 1886 par les Anglais. On y trouve également l'école européenne de Bruxelles I, la deuxième école européenne en Europe.

### Liens externes

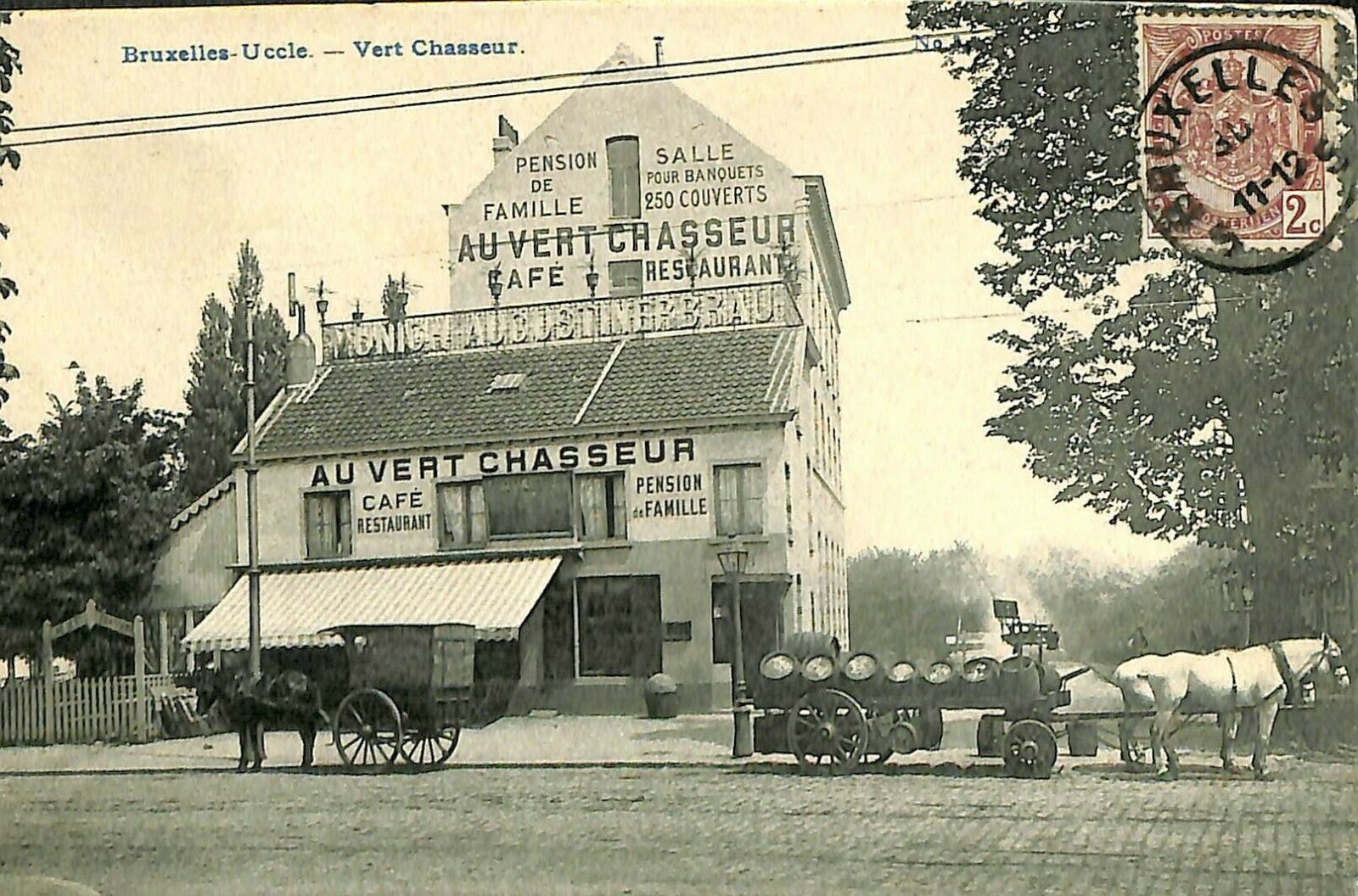
Le café-restaurant du Vert-Chasseur vers 1900

## Ambassades et consulats
- Israël
- Sénégal
- Thaïlande